# Lanz Khan
Lanz Khan, pseudonimo di Francesco Caputo (Milano, 23 luglio 1990), è un rapper italiano.

## Carriera
Avvicinatosi al mondo dell'Hip Hop nel 2003 circa, Lanz si approccia al freestyle e alla break-dance, sotto la guida di DJ Twice, storico b-boy del Muretto e fondatore della crew Natural Force, per poi passare alla scrittura di brani. Frequenta per lungo tempo il Muretto in largo Corsia dei Servi, leggendario punto di incontro a Milano di artisti Hip Hop sin dai primi anni '80, dove affina le capacità da freestyler ed entra in contatto con le migliori nuove leve della scena milanese del tempo. Vincendo diverse battle di freestyle a Milano e provincia e con i primi pezzi registrati, "Lance" (come era noto all'epoca), inizia a farsi notare come uno dei prospetti più interessanti in circolazione, già dotato di uno stile di scrittura visionario e inusuale per i suoi coetanei. Fra le crew in cui Lanz entra a far parte durante gli anni che vanno dal 2006 al 2013 circa le più importanti sono sicuramente la Strana Connessione click, composta da ragazzi del quartiere Corvetto (con l'unica eccezione del giovanissimo Sfera Ebbasta, che proprio con questa crew compie il suo battesimo del fuoco sul palco durante un live al c.s. Cantiere, all'epoca teatro di live e battle di freestyle di grande livello), e Taipan Shaytan, insieme a Truman Simbio e Don Giulio.
Nel luglio 2013, dopo aver ormai pubblicato decine di brani e mutato il proprio nome definitivamente in Lanz Khan, vince a furor di popolo la "Crazeology Competition", un webcontest che vide la partecipazione di oltre settecento rapper provenienti da tutta Italia. In quella occasione conosce Weirdo, con il quale inizia un rapporto di reciproca stima artistica e umana che, qualche anno più tardi, porterà alla realizzazione di "Luigi XVI". Nel settembre dello stesso anno pubblica, invece, "I Kill You", il suo disco d'esordio, interamente prodotto da Wesh, per l'etichetta Bullz Records di Oscar White e Yazee, riscontrando vivaci apprezzamenti da parte di pubblico, critica e colleghi e iniziando a mettere Lanz sulla mappa dei migliori emergenti d'Italia. Il disco si caratterizza, infatti, per una poetica cruda, tenebrosa ed elegante allo stesso tempo, per una scrittura ad immagini colma di riferimenti storici e artistici, da cui i sentimenti emergono dagli accostamenti visivi suggeriti nelle barre, nonché per un'attitudine spiccatamente hardcore. Fra le collaborazioni, degne di nota quella di DJ Jad (ex Articolo 31), Frank "Il Profeta" White e DJ Rash dei Lordz of Vetra. All'uscita del disco seguono numerosi live in tutta la penisola (tra cui due partecipazioni di fila all'Hip Hop Tv Birthday al Forum di Assago, il Massive al Leoncavallo e aperture di artisti americani storici del calibro di Capone-N-Noreaga e Psycho Realm) e all'estero (come a Chur in Svizzera). Nello stesso periodo prende anche parte a due dei progetti musicali più attesi del momento, ossiai il "Machete Mixtape III" (sul brano "Dualcore") e il "Bloody Vinyl vol.2" di DJ Slait (sul brano "Nocche nere", prodotto da Salmo).
Nel settembre 2015 è il turno di "Luigi XVI", il suo secondo album ufficiale, interamente prodotto da Weirdo e arricchito dagli scratch di DJ Lil Cut. Il disco, registrato al Soul23Studio e pubblicato per Bullz Records, ottiene un riscontro ancora superiore al primo, consacrando Lanz come una delle penne più interessanti nell'ambito del rap underground italiano. L'apparato stilistico che aveva contraddistinto l'esordio di Lanz in "I Kill You" è qui ulteriormente amplificato e raffinato. Menzione d'onore fra i brani del disco, va ad "Hashishin" (feat. Axos), divenuto negli anni vero e proprio culto fra gli appassionati, e a "Razorblades" in collaborazione con Goretex del gruppo newyorkese dei Non-Phixion. Poco più tardi, annuncia la sua separazione da Bullz Records ed entra a far parte insieme a Weirdo e DJ Lil Cut della crew milanese Mad Soul Legacy, con la quale si esibisce per due anni di fila all'Eesthi Hip Hop Festival di Elva, in Estonia, grazie alla connessione con il locale team Pirados (noto brand baltico di streetwear). Con la collaborazione di Pirados, inoltre, vengono organizzati a Milano due live con i canadesi Merkules e Snack The Ripper.
Nel 2017 viene invitato da Bassi Maestro, vera e propria leggenda vivente del rap italiano, a collaborare nel proprio album "Mia Maestà", sul brano "Benvenuti a Milano", seguito dal video della traccia "WLKM2MI" (in collaborazione con Lazza, Axos, Pepito e Jack The Smoker). Nello stesso anno partecipa a una puntata di Real Talk Street, popolarissimo format hip-hop su YouTube, insieme al compagno di crew Jangy Leeon e al disco "Kill Phil vol.2" di Mr.Phil; rilascia, inoltre, il video del singolo "Keyser Söze" in esclusiva per Esse Magazine. Alla primavera dello stesso anno risale il suo ingresso, in qualità di portiere, nella Nazionale Hip Hop (oggi Play2Give), squadra a scopo filantropico di artisti provenienti dal mondo dello spettacolo, dedita al sostegno di cause di beneficenza, con la quale gioca più di cento partite in pochi anni. Nel settembre pubblica 2018 "Medusa Ep", realizzato in collaborazione col producer Mr.Phil, baluardo del movimento hip hop capitolino. Il progetto, composto da cinque tracce, è caratterizzato da un piglio estremamente hardcore, come ben evidenziato già dalla veste grafica (ad opera di Scarful), raffigurante una versione zombie della testa della gorgone Medusa.
Nel 2020 pubblica il video del singolo "Fishing Machiavelli" per Real Talk, primo estratto dell'album "Collana di Perle", annunciato a novembre e in uscita per i primi mesi del 2021 per Believe Music. I primi due singoli estratti sono "Kandinsky Innamorato (feat. Eddy Veerus) e "Street Louvre (feat. Warez, Jangy Leeon & DJ Lil Cut). Fra le collaborazioni e i produttori, citandone solo alcuni, troviamo Eddy Veerus (de Il Pagante), Marz, En?gma, Yazee, Warez, Weirdo e Jangy Leeon.
Nello stesso periodo, si avvia una collaborazione fra Lanz e Sick Budd, producer della Bullz Recordz, con il quale stringe un nuovo sodalizio artistico che si sublima nell'album "Jack di Fiori ♣", pubblicato a maggio 2022. L'album è caratterizzato da un sound magico e suggestivo, che ben si intreccia con l'attitudine lirica di Lanz, e da una serie di illustrazioni (realizzate a mano da Ricro in collaborazione con Lanz per quanto concerne i temi e le scelte di raffigurazione) che ne raffigurano visivamente il mood, aumentando le chiavi di lettura dei brani e consentendo all'ascoltatore di immergersi in maniera più vivida e profonda nell’universo visivo evocato dalla musica e dai testi.. Fra le collaborazioni troviamo Silent Bob, Jack the Smoker, Lexotan, Don Giulio e Pessimo17. Successivamente, vengono rilasciati i singoli "Lavanda Knox" (feat. Egreen) e "Una gardenia sul balaclava".
A cavallo tra maggio e giugno del 2025 annuncia l'uscita di due brani: "Taggo sul Duomo" e "Blocchi Di Marmo" (feat. Nerone, entrambi singoli estratti dal nuovo album "Jack di Quadri ♦️", realizzato ancora in collaborazione con Sick Budd e in uscita il 20 giugno.

## Discografia

### Album in studio
- 2013 – I Kill You
- 2015 – Luigi XVI
- 2018 – Medusa
- 2021 – Collana di perle
- 2022 – Jack di Fiori
- 2025 - Jack di Quadri

### Singoli
- 2013 – Alcatraz
- 2015 – Luigi XVI
- 2015 – Hashishin (feat. Axos)
- 2017 – Keyser Söze
- 2018 – Kim Jong-un
- 2018 – Underground Gunz (feat. Il Turco)
- 2020 – Fishing Machiavelli
- 2020 – Kandinsky Innamorato (feat. Eddy Veerus)
- 2021 – Street Louvre (feat. Warez, Jangy Leeon & DJ Lil Cut)
- 2021 – Inganni (feat. DJ Dropsy)
- 2022 – Loto Blu
- 2022 – Wanda Ferragamo (feat. Jack the Smoker)
- 2022 – Sakura (Genji monogatari)
- 2022 – Lavanda Knox (feat. Egreen)
- 2023 - Una Gardenia Sul Balaclava
- 2023 - Scacchiera Surrealista
- 2024 - Squali nei Navigli
- 2025 - Taggo sul duomo
- 2025 - Blocchi di marmo (feat. Nerone & DJ Double S)